# Baldovinești
Baldovinești est une commune roumaine située dans le județ d'Olt.